# ヘンリー・ハワード (初代ノーサンプトン伯)
初代ノーサンプトン伯爵ヘンリー・ハワード（英語: Henry Howard, 1st Earl of Northampton, KG, PC、1540年2月25日 - 1614年6月15日）は、イングランドの政治家、貴族。
ノーフォーク公ハワード家の分流の生まれでカトリックであったが、ステュアート朝初期のジェームズ1世の宮廷で重用され、1604年にノーサンプトン伯爵に叙され、1611年からは第一大蔵卿を務めて財政を見たが、1614年に死去。甥の初代サフォーク伯トマス・ハワードがその政治的立場を継承する。

## 経歴
1540年2月25日、サリー伯爵（儀礼称号）ヘンリー・ハワード（第3代ノーフォーク公トマス・ハワードの嫡男）とその夫人フランセス（旧姓ド・ヴィアー。第15代オックスフォード伯爵ジョン・ド・ヴィアーの娘）の間の次男としてノーフォーク・ショットシャムに生まれる。兄に第4代ノーフォーク公位を継承するトマス・ハワードがいるが、この兄は1572年に処刑・爵位剥奪された。
ケンブリッジ大学のキングス・カレッジやトリニティ・ホールで学ぶ。
1570年からエリザベス1世の宮廷につかえたが、カトリックであったため嫌厭され、1583年にはイングランド監禁中の元スコットランド女王メアリーと接触したとされて一時投獄された。1601年2月にはパトロンだった第2代エセックス伯ロバート・デヴァルーを裏切って彼のクーデター計画を密告したといわれる。
1603年にスコットランド王ジェームズ6世がジェームズ1世としてイングランド王に即位すると重用されるようになる。同年に枢密顧問官に列し、ウォルター・ローリーの裁判では審問委員を務めた。ジェームズ1世に讒言してローリーを失脚に追いやったため出世できたのだが、翌1604年に劇作家ベン・ジョンソンがこの陰謀を戯曲で仄めかした疑いで政府批判の罪をかけられ、枢密院へ召喚されている。
1604年3月13日にはノーサンプトン伯爵に叙せられ、同年五港長官に就任した。1605年にはガイ・フォークスの裁判で審問委員を務めた。1608年には王璽尚書に就任した。ジェームズ1世の側近で法務次官フランシス・ベーコンからは「この王国で最も学識のある顧問官」と称賛され、1607年と1610年の議会で演説の雄弁さを評価されている。
1612年に大蔵卿初代ソールズベリー伯爵ロバート・セシルが死去すると大蔵卿のポストは空席となり、委員会制になったが、ノーサンプトン伯がその第一卿として実質的な後任となった。ロンドンの商人ライオネル・クランフィールドを抜擢して財政改革にあたらせた。
しかしカトリックだったノーサンプトン伯は、国王秘書長官ラルフ・ウィンウッドや宮内長官ペンブルック伯ウィリアム・ハーバートら宮中内のプロテスタント勢力との対立を深めた。1614年の議会が2ヶ月で解散になったのはこの派閥抗争が原因であり、かつてノーサンプトン伯を称賛したベーコンからは宮廷と議会に分裂をもたらしたとして名指しで非難された。ただし、死期が迫ったノーサンプトン伯は影響力が低下していたとの指摘もある。
1613年には親族（大姪）のサマセット伯ロバート・カー夫人フランセスに協力してトマス・オーヴァーベリーの殺害に一役買ったといわれている。
1614年6月15日に死去した。生涯結婚せず、子供がなかったため、保有爵位は彼の死とともに廃絶した。
彼の政治的立場は甥の初代サフォーク伯トマス・ハワードに継承されるが、サフォーク伯は最終的にプロテスタント勢力の後押しを受けるバッキンガム公ジョージ・ヴィリアーズとの闘争に敗れて失脚している。

## 栄典

### 爵位
1604年3月13日に以下の爵位を新規に与えられた
- 初代ノーサンプトン伯爵 (1st Earl of Northampton)
(勅許状によるイングランド貴族爵位)
- ドーセット州における初代マーンハル男爵 (1st Baron of Marnhull, in the County of Dorset)
(勅許状によるイングランド貴族爵位)

### 勲章
- 1605年、ガーター騎士団(勲章)ナイト(KG)[1]